# 全日本フォークジャンボリー
全日本フォークジャンボリー（ぜんにほんフォークジャンボリー）とは、日本初の野外フェスティバルである。岐阜県恵那郡坂下町（現在の中津川市）にある椛の湖（はなのこ）の湖畔にて、1969年から1971年にかけて3回開催された。中津川フォークジャンボリーという名でも良く知られている。

## 解説

### 特徴
フォークシンガーや日本に生まれたばかりのロックシンガー等、アンダーグラウンドやサブカルチャーを代表するミュージシャン達が舞台に立ち、またアマチュアミュージシャンの飛び入りステージが準備された。
これより先に関西ではフォークキャンプコンサートのような自主的なコンサート企画があり、1969年の第4回フォークキャンプでは京都市の「円山公園野外音楽堂」で打ち上げコンサートが行われるなどの動きもあった。これらの動きがフォークジャンボリーに収斂された。
この頃、地方興行といえば興行師や興行会社が仕切るものであった。一部の音楽事務所やレコード会社が協力し、後には深く関与したとはいえ、自分達の手で開催したこのイベントには共感した若者達が日本各地から集まった。

### 位置づけ
1969年8月15日から17日開催されたアメリカのウッドストック・フェスティバルよりも先に開催されたこともあり、今日の野外大規模コンサートの先駆けとなるイベントでもあった。第3回目（1971年）の大規模な集客は、フォークソングに続くロックの隆盛、記録映画『ウッドストック/愛と平和と音楽の三日間』の日本公開、若者の旅行ブーム、アウトドアライフの流行など、1970年前後の若者文化の状況を反映した社会現象のひとつとして捉えられる。

### 創設経緯
発案者であり、実行委員長だった笠木透は、地元岩村町（現恵那市）の生まれ。岐阜大学では学生運動に励み、当時は音楽やコーラスをやっている連中をのんきな奴らと目に敵にしていた。卒業後、東京の学研に2年勤務した後、家庭の事情で帰郷。印刷屋で編集のアルバイトをしたりするうち、中津川労音に入った。音楽にはそれまで興味はなかったが、かつて労働とともにあった民謡に興味を持ち、収集をしていた。それで小さくてもいいから自分たちの手でコンサートがやれないかと考えた。当初はフォークシンガーを呼ぶ発想はなかったが、関西フォークの情報を得て、40ー50人の前でギター1本でコンサートをやると聞き、これは呼ぶのにピッタリだと考えた。高石友也を招いてそこで初めてフォークソングを知った。高石や岡林信康、上條恒彦らに声をかけ、小さなコンサートを開くようになった。こうして年に1回、各村の人たちを集めるデッカイことがやれないかと考えた。名称は「コンサート」ではつまらない、野外の大きなスケールの言葉を探していたら、スワヒリ語で「大きい」や「こんにちは」を意味する「ハム ジャンボ（Ham Jambo) 」という言葉を見つけ、「フォークジャンボリー」と名付けた。笠木はウッドストック・フェスティバルも知らず、野外コンサートもまだ珍しい時代であった。事務局長の笠木や事務局次長の安保洋勝、近藤武典らが「フォーク・ジャンボリー実行委員会」を設立し企画・演出・開催した。関係者でPAを知る者もおらず、1000人集まったらPAが必要だ、とステージ建設中に聞き、慌てて学校の校内放送用のマイクやアンプ、トランペット型のスピーカーを借りて来て、街の電器店電気屋に設置してもらった。小さなコンサートをやっているときに、高石や岡林らに野外コンサート開催の構想を話したことから、音楽舎（高石事務所、後のURC）が窓口になり、第1回は関西フォーク中心のメンバーになった。第1回は客数も予想がつかないことから、出演者のギャラはまともに払えず、交通費＋アルファ程度しか出せないため、笠木らが出演者1人1人に直接会って出演交渉した。

### 第2回
第1回は大成功したが、主催の笠木らではなく、音楽舎の秦政明社長がフィクサーのイメージが広がった。それで笠木が上京し、ミュージカルステーションの金子洋明社長やキングレコードの三浦光紀プロデューサーらと交渉、東京のミュージシャンを第2回に出演させた。お客はたくさん入ったが、当時のフォークソングは金儲けをしてはいけないという風潮があったため、入場料は500円で、今度は出演者にギャラもキッチリ払えたが、赤字になった。

### 終焉
第3回の出演者約60組（人）、観客2万人と素人が運営できる規模を超えていた。PAや照明の会社は東京から専門の会社を呼んだ。プロダクションでも作らなければ到底出来ない規模まで膨れ上がっていたが、やろうとしなかったことに問題があった。そもそもの原点は、みんなでオンボロ・ギターを弾いて楽しむコンサートだったから、時代の流れの速さと笠木たち地元の実行委員会のスタッフの考えていることとのギャップが大きくなり過ぎ、手に負えない規模になっていた。それで3回やって借金を返したら終わりにしようと決めていた。
第3回では多くのトラブルが多発したが（第3回全日本フォークジャンボリーの項を参照）、第3回開催前から打ち切りは決定していた。

### その後の影響
フォークジャンボリーの経験は、1971年の大阪の春一番コンサートや1973年からの京都市の「円山公園野外音楽堂」の宵々山コンサートにも活かされていった。また、当時のフォークジャンボリーの参加者、関係者、当時の音楽状況を再現しようとする若い世代の人々がフォークジャンボリーという名称のイベントを各地で開催している。
参加アーティストたちも同イベントを忘れておらず、2005年、フォークジャンボリーの思い出を持つ斉藤哲夫、中川五郎、よしだよしこ、あがた森魚、三上寛らのアーティストが東京・青山のライブハウスに集まり、ライブを開き、その音源は、「フォークジャンボリー［青山篇］」としてCD化されている。
2009年8月1日、38年ぶりに同じ会場で「09年椛の湖フォークジャンボリー」として復活イベントが開催された。
2015年、・JR坂下駅近くに、フォークジャンボリー記念館が開館した。
2021年6月、椛の湖畔に、記念碑が建てられた。

## 開催の記録

### 第1回
日時
1969年8月9日 18:00開幕、10日 9:30閉幕
参加者
約2,000 - 3,000人
入場料
800円
出演
五つの赤い風船（中川イサト、長野たかし、西岡たかし、藤原秀子）、岩井宏、遠藤賢司、岡林信康、上条恒彦、ジャックス（早川義夫、木田高介、谷野ひとし、つのだひろ）、高石ともや、高田渡、田楽座、中川五郎

### 第2回
日時
1970年8月8日 13:45開幕、9日 12:00閉幕
参加者
約8,000人弱
入場料
800円
出演
赤い鳥、浅川マキ、アテンションプリーズ、五つの赤い風船、岩井宏、インスタンツ（モンタ頼命、中川イサト他）、遠藤賢司、大田ぼう、岡林信康、小野和子、加藤ヒロシとP36、加川良、金延幸子、上久保雄志、グループ愚、ケニーパイル、斉藤哲夫、シバ、杉田二郎と一億分の4、スルク大舞踊合唱団、ソルティーシュガー、高田渡、高橋キヨシ、高橋照幸、田楽座、のこいのこ、はしだのりひことマーガレッツ、はっぴいえんど、藤原豊、松岡実とニューディメンション、南正人、村上律、山平和彦、リチャードパイン&カンパニー、六文銭、アマチュアグループ（なぎら健壱、ひがしのひとし、酒井萠一、バラーズ 他）その他

### 第3回
日時
1971年8月7日開幕、9日閉幕
参加者
約20,000 - 25,000人
出演
あがた森魚とはちみつぱい（鈴木慶一、鈴木博文、本多信介、渡辺勝）、浅川マキ、五輪真弓、岩井宏、遠藤賢司、岡林信康、加川良、金延幸子、かまやつひろし、カルメン・マキ、ガロ、はしだのりひことクライマックス、斉藤哲夫、ザ・ディランII、シバ、シュリークス、高田渡、武蔵野タンポポ団、Dew、友川かずき、友部正人、中川イサト、中川五郎、なぎらけんいち、シティライツ（石田新太郎とシティライツ）、長谷川きよし、はっぴいえんど、日野皓正クインテット、ブルース・クリエーション、本田路津子、三上寛、ミッキー・カーチス、安田南、山平和彦、山本コウタロー、よしだたくろう、乱魔堂、六文銭、その他

## 後継イベント

### 地元でのコンサート
1970年、第2回全日本フォークジャンボリーの開催の年に、地元のフォークグループ「我夢土下座」が結成され、椛の湖ピクニックコンサート、さんさ酒屋のコンサートなどが開催された。

### 09年椛の湖フォークジャンボリー
日時
2009年8月1日12:00開幕、21:00閉幕
参加者
約1,300人
入場料
大人 5,800円、中高生 2,000円（当日券はそれぞれ500円高）
出演
青木まり子、あがた森魚、アーリータイムスストリングスバンド、五つの赤い風船、いとうたかお、遠藤賢司、大野真澄、加川良、茶木みやこ、中川イサト、中川五郎、なぎら健壱、猫、早川義夫&佐久間正英、早健、古橋一晃、松田幸一、宮武希、宮崎勝之、村上健、四角佳子、笠木透、土着民、我夢土下座

## 記録映画
- 「だからここに来た - 全日本フォーク・ジャンボリーの記録」
  - 第2回の模様を収録した記録映画。監督：中本達男・野村光由、制作：秦政明、カラー16mm作品、75分。

DVD「だからここに来た！-全日本フォーク・ジャンボリーの記録-」として2010年12月15日、ポニーキャニオンより発売。

## 音楽作品

### アルバム
| 発売日         | レーベル                  | 規格 | 規格品番     | アルバム                              |
| -------------- | ------------------------- | ---- | ------------ | ------------------------------------- |
| 1979年11月25日 | SMS                       | LP   | SM38-4035～6 | '69 第1回中津川フォーク・ジャンボリー |
| 1989年7月25日  | キティ・レコード          | CD   | H20K-25009   | 第1回全日本フォークジャンボリー '69   |
| 1998年8月7日   | EMIミュージック・ジャパン | CD   | TOCT-10379   | 1969フォーク・ジャンボリー            |
| 2003年12月10日 |                           | CD   |              | 1969フォーク・ジャンボリー            |